# Osuchów-Kolonia (Osuchów)
Osuchów-Kolonia – nieoficjalna część wsi Osuchów w Polsce położona w województwie mazowieckim, w powiecie żyrardowskim, w gminie Mszczonów.
W latach 1975–1998 miejscowość administracyjnie należała do województwa skierniewickiego.